# Schwedische Unihockeynationalmannschaft der Frauen
Die schwedische Unihockeynationalmannschaft der Frauen präsentiert Schweden bei Länderspielen und internationalen Turnieren in der Sportart Unihockey (auch bekannt als Floorball). Die Schwedinnen gewannen bis 2021 zehn Weltmeisterschaften, die letzten acht in Folge. 1995 gewannen sie die einzigen bislang ausgetragenen Europameisterschaften für Frauen.

## Platzierungen

### Weltmeisterschaften
| WM   | Austragungsort(e)           | Platz        |
| ---- | --------------------------- | ------------ |
| 1997 | Mariehamn und Godby         | 1. Platz     |
| 1999 | Borlänge                    | 3. Platz     |
| 2001 | Riga                        | 2. Platz     |
| 2003 | Bern, Gümligen und Wünnewil | 1. Platz     |
| 2005 | Singapur                    | 3. Platz     |
| 2007 | Frederikshavn               | 1. Platz     |
| 2009 | Västerås                    | 1. Platz     |
| 2011 | St. Gallen                  | 1. Platz     |
| 2013 | Brünn, Ostrava              | 1. Platz     |
| 2015 | Tampere                     | 1. Platz     |
| 2017 | Bratislava                  | 1. Platz     |
| 2019 | Neuenburg                   | 1. Platz     |
| 2021 | Uppsala                     | 1. Platz     |
| 2021 | Uppsala                     | 1. Platz     |
| 2025 | Brno und Ostrava            | qualifiziert |
| 2027 | Turku                       |              |

### Europameisterschaften
| EM   | Austragungsort(e) | Platz    |
| ---- | ----------------- | -------- |
| 1995 | Schweiz           | 1. Platz |
| 2026 | Göteborg          |          |

### World Games
| WM   | Austragungsort(e) | Platz    |
| ---- | ----------------- | -------- |
| 2025 | Chengdu           | 2. Platz |

## Bekannte Spielerinnen
- Emelie Lindström (* 1986)